# K Brosas
Maria Carmela Brosas, também conhecida como K Brosas (Harrisburg, 15 de abril de 1975) é uma atriz filipina.

## Filmografia

### Televisão
| Televisão | Televisão                                  | Televisão                 | Televisão   |
| --------- | ------------------------------------------ | ------------------------- | ----------- |
| Ano       | Título                                     | Papel                     | Emissora    |
| 2013      | Wansapanataym: Ang Batang Buhawi           | Maring                    | ABS-CBN     |
| 2011      | Entertainment Live                         | Ela mesma                 | ABS-CBN     |
| 2011–2012 | María la del Barrio                        | Carlotta                  | ABS-CBN     |
| 2011      | Showtime                                   | Ela mesma                 | ABS-CBN     |
| 2011      | Talentadong Pinoy                          | Ela mesma                 | TV5         |
| 2010      | Showtime                                   | Ela mesma                 | ABS-CBN     |
| 2010      | Laugh Out Loud                             | Ela mesma                 | ABS-CBN     |
| 2010      | Pilipinas Win Na Win                       | Ela mesma                 | ABS-CBN     |
| 2010      | IDOL                                       | Antonia "Toyang" Timbales | ABS-CBN     |
| 2010      | The Making of 1DOL                         | Ela mesma                 | ABS-CBN     |
| 2009      | Rated K                                    | Ela mesma                 | ABS-CBN     |
| 2009      | Lovers in Paris                            | Michelle                  | ABS-CBN     |
| 2008      | My Girl                                    | Tessie Legaspi            | ABS-CBN     |
| 2008      | MariMar                                    | Rowena                    | GMA Network |
| 2007      | SOP Rules                                  | Ela mesma                 | GMA Network |
| 2007      | All Star K!                                | Ela mesma                 | GMA Network |
| 2007      | Super Twins                                | Akika                     | GMA Network |
| 2007      | HP: To The Highest Level Na!               | Toni                      | GMA Network |
| 2006      | HP: Ibang Level Na!                        | Toni                      | GMA Network |
| 2005      | Darna                                      | Divina Demonica           | GMA Network |
| 2005      | Hokus Pokus                                | Toni                      | GMA Network |
| 2004      | Marinara                                   | Sushi Lou                 | GMA Network |
| 2004      | Extra Challenge                            | Ela mesma                 | GMA Network |
| 2004      | SIS                                        | Ela mesma                 | GMA Network |
| 2004      | Magpakailanman: The Kakai "K" Brosas Story | Ela mesma                 | GMA Network |
| 2004      | Bitoy's Funniest Videos                    | Ela mesma                 | GMA Network |
| 2001      | Ikaw Lang Ang Mamahalin                    | —                         | GMA Network |
| 2000      | Idol Ko Si Kap                             | —                         | GMA Network |

### Cinema
| Filmes | Filmes                                | Filmes  | Filmes |
| ------ | ------------------------------------- | ------- | ------ |
| Ano    | Título                                | Papel   |        |
| 2009   | Tenement 2                            | Melissa |        |
| 2009   | Ang Tanging Pamilya: A Marry Go Round | Deling  |        |
| 2012   | ÜnOfficially Yours                    | Vivora  |        |
| 2012   | The Mistress                          | —       |        |